# إيرنيستو غوميز مونيوث
إيرنيستو غوميز مونيوث (بالإسبانية: Ernesto Gómez Muñoz)‏ هو لاعب كرة قدم إسباني، ولد في 1994 في ألبولوتي في إسبانيا. لعب مع نادي ألكوركون.

## روابط خارجية
- إيرنيستو غوميز مونيوث على موقع قاعدة بيانات كرة القدم.إي يو (الإنجليزية)
- إيرنيستو غوميز مونيوث على موقع Soccerway.com (الإنجليزية)